# 까록 느엉 쭈이

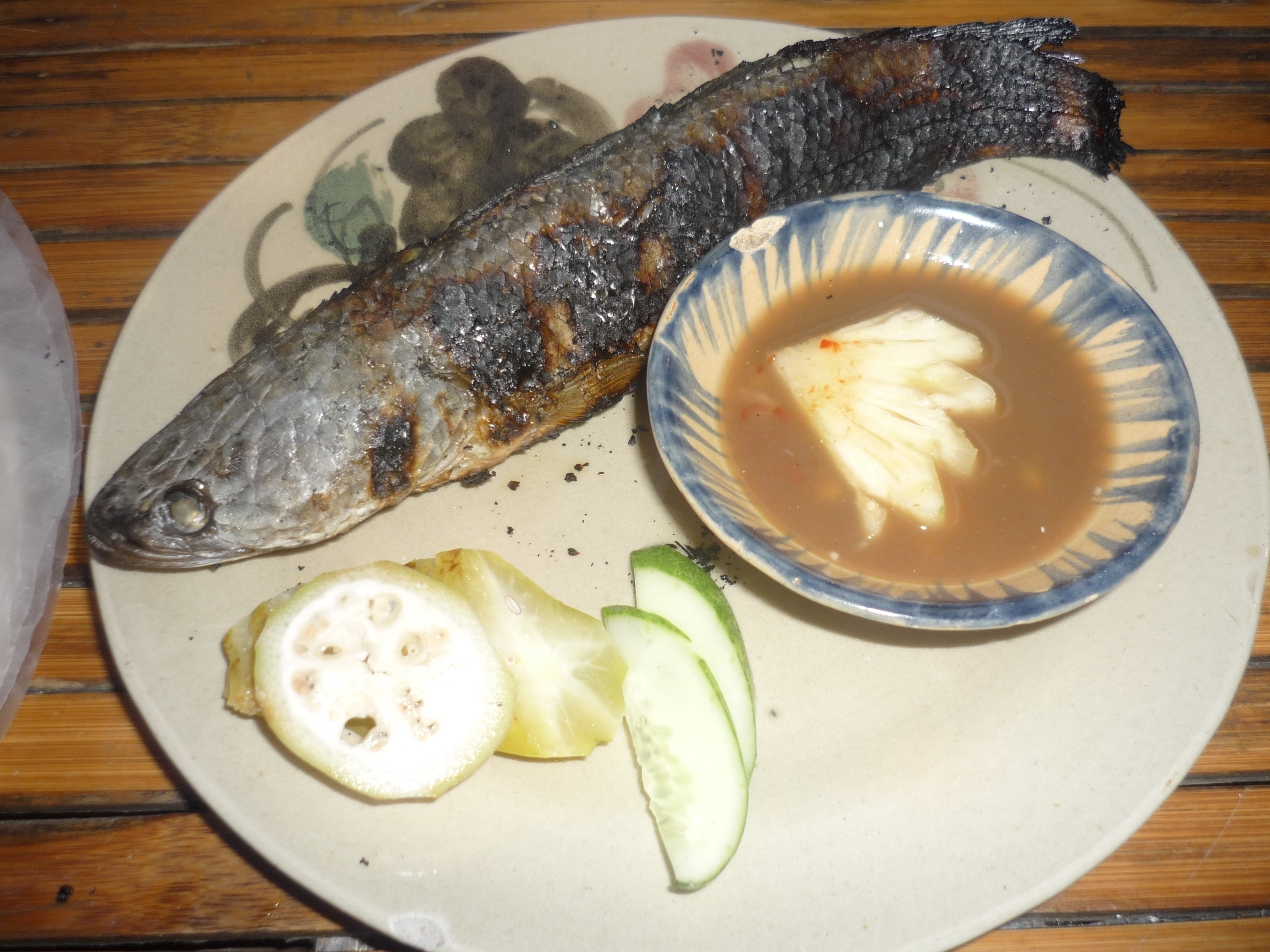
까록 느엉 쭈이

까록 느엉 쭈이(베트남어: cá lóc nướng trui)는 베트남 남부 메콩 델타 지역의 전통 음식이다. 현지에서 "까록(cá lóc)"이라 불리는 가물치과 생선을 구운 생선구이 요리로, 생선을 대나무 꼬챙이에 꽂아 짚불에 훈연하며 굽는다. 느억 맘, 타마린드, 설탕, 고추로 만든 양념장 느억 쩜 및 여러 가지 허브, 바인 짱(라이스페이퍼)과 함께 낸다.

## 사진

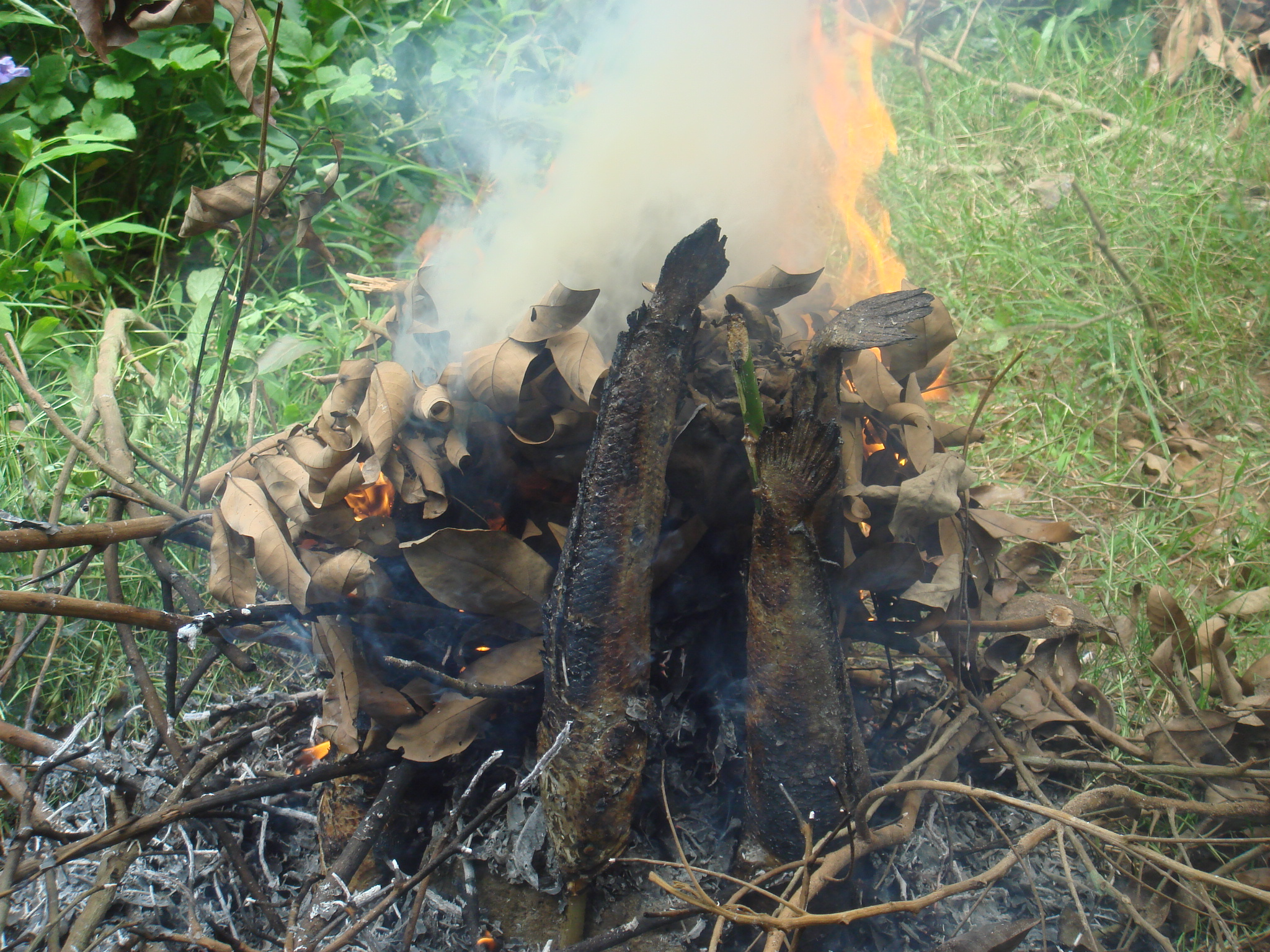
까록 느엉 쭈이를 굽는 모습